# Catoria vernans
Catoria vernans là một loài bướm đêm trong họ Geometridae.